# ハルマッタン

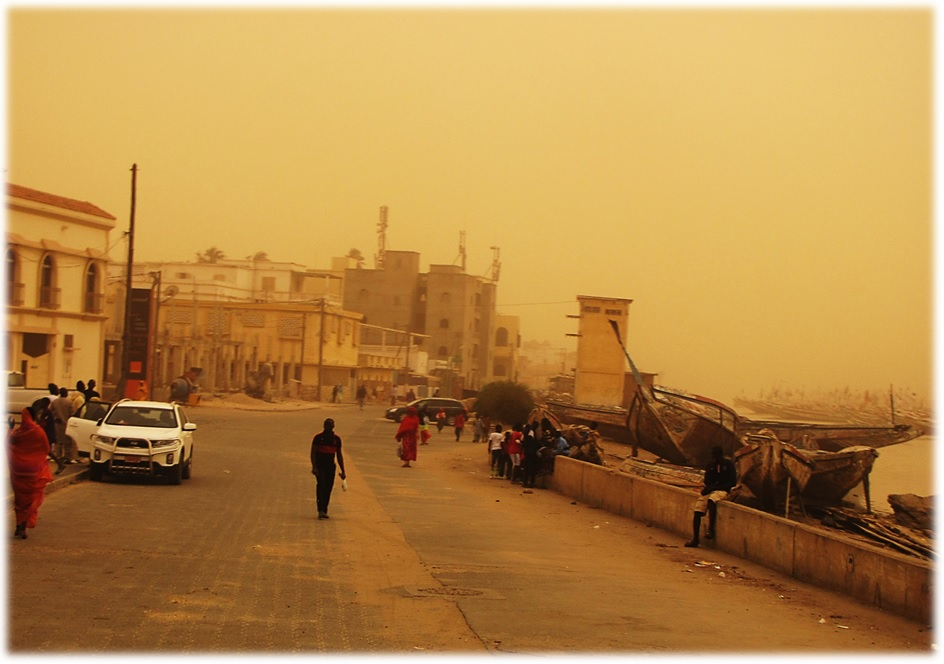
セネガルでのハルマッタン

ハルマッタン（Harmattan）は、西アフリカで吹く貿易風である。熱風ではないが、きわめて乾燥しており湿気を奪う。また大量の0.5 - 10マイクロメートルのきわめて細かい砂塵を含んでおり、その砂塵は遠く北アメリカ大陸まで届く。
ハルマッタンはサハラ砂漠から南のギニア湾岸地方に向けて、11月から4月にかけて吹き込み、この地域に乾季をもたらす。サハラ砂漠中央部・チャドのボデレ低地から莫大な量の砂塵を巻き上げ、モーリタニアからカメルーンあたりにかけての西アフリカ一帯の諸国に砂塵を降らせる。ハルマッタンが吹くと視界がかすみ、太陽がぼやけ、空はいつも曇りがちとなる。雨季の間に流出した土壌を回復させる効果もあり、また夏の酷暑多湿に比べてしのぎやすい気候を作り出すものの、降り注ぐ大量の砂塵は市民生活にさまざまな支障を引き起こしている。